# Орлёнок (парк, Абакан)
Парк «Орлёнок» — городской парк для семейного отдыха, расположенный в центральной части города Абакана. На территории парка расположены 15 аттракционов, 3 игровые площадки свободного доступа, летнее кафе, шахматный павильон, каскадный фонтан.

## История
Был заложен в 1932 году на месте, где располагалось камышовое озеро «Игир обаа куль» («Озеро с кривым камнем»), постепенно превращавшееся в болото. Решением горсовета города Абакана болото было засыпано и начата закладка городского сада.
В 1936 году в городском саду была построена первая деревянная площадка для игр и танцев. В эти годы городской сад был единственным местом отдыха горожан. Несколько тысяч тополей, акаций и лип было высажено с 1932 по 1941 годы. В 1939 году на центральной аллее была установлена скульптура Сталина. Построены деревянные веранды, на которых разместились ресторан, бильярдная, в которой установили 2 бильярдных стола. Была оборудована библиотека-читальня. На площадке установлены 5 столов для читателей, над которыми сделаны круглые навесы в виде грибков для защиты от дождя и солнца. Произвели тематическое оформление центральной аллеи, что было обязательным в то время. По обеим сторонам повешены портреты руководителей страны, установлены стенды с различными плакатами, витрины для фотогазет. 14 июня 1940 года состоялось открытие летнего кинотеатра «Мир».
В годы войны новыми посетителями городского сада становятся военнослужащие и призывники. Осенью 1941 года в город начинают прибывать эвакуированные госпитали. По воспоминаниям, раненные военнослужащие госпиталей, которые могли ходить, посещали парк.
В 1960 году горсад реорганизовали в городской парк культуры и отдыха имени В. И. Ленина (приурочено к 90-летию со дня рождения), установили новые аттракционы. 1 января 1979 года парк имени В. И. Ленина был реорганизован в городской парк «Орленок».
Благодаря масштабной реконструкции парка, проходившей в 2017-18 годах, сегодня парк «Орлёнок» — это не только одно из любимых мест для отдыха и прогулок жителей и гостей города Абакана, но и площадка для реализации каникулярных образовательных проектов , проведения выставок и городских праздников.

## Достопримечательности парка
«Арка» — входная парковая группа сооружена в 1935 году, является исторической приметой города Абакана.
«Фигурная карусель» — один из первых аттракционов детского парка «Орлёнок», действующий в настоящее время. Начал радовать детей 25 июня 1963 года (введен в эксплуатацию). Изготовлен Ейским заводом «Аттракцион» Краснодарского края.

Мемориальный знак «Орлёнок»

Мемориальный знак «Орлёнок» — первоначально был посвящен операции «Горячий камень», которую проводили пионеры Хакасии в 1980-е годы. Это также памятный знак детскому писателю А. П. Гайдару. Стела выполнена из гранита, на ней изображен бронзовый пионер-трубач, скачущий на коне. Первоначально был установлен в 1984 году на площади перед зданием Дворца пионеров. В 2006 году, при реконструкции площади, памятник перенесен в детский парк «Орлёнок». Автор памятника — скульптор А. Секунда.